# Pterinopsyllus illgi
Pterinopsyllus illgi är en kräftdjursart som beskrevs av M. S. Wilson 1973. Pterinopsyllus illgi ingår i släktet Pterinopsyllus och familjen Cyclopinidae. Inga underarter finns listade i Catalogue of Life.